# Verdun, visions d'histoire
Pour plus de détails, voir Fiche technique et Distribution.
Verdun, visions d'histoire est un film muet réalisé par Léon Poirier, sorti en 1928.

## Synopsis
Le film retrace la bataille de Verdun qui s'est déroulée en 1916 lors de la Première Guerre mondiale. C'est autant un documentaire qu'une œuvre de fiction.
Il est composé de trois actes désignés comme « visions ». Le premier, La Force, fait état des forces en présence. Le deuxième, L'Enfer, décrit les attaques allemandes et le dernier, Le Destin, décrit la riposte des troupes françaises.

## Distribution
- Albert Préjean : le soldat français
- Hans Brausewetter : le soldat allemand
- Antonin Artaud : l’intellectuel
- Suzanne Bianchetti : la jeune fille
- Maurice Schutz : le vieux maréchal allemand
- Philippe Pétain : Pétain joua son propre personnage descendant les escaliers d'une demeure à Souilly.
- Madame Lacroix

## Autour du film
Hormis quelques brèves scènes (le fils partant au front, le paysan refusant de quitter sa ferme, les retrouvailles à la fin du conflit, les officiers d'Outre-Rhin dans leur quartier général...), la plus grande part du film montre les combats vus tant du côté français que de celui de l'adversaire. Des films d'archives ont été aussi utilisés, comme ceux où on voit Guillaume II ; la fiction y est alors habilement mêlée à la réalité.
Le film a été tourné sur les lieux mêmes du carnage. Poirier utilise, dix ans après la fin du conflit, les champs de bataille et les ruines des forts de Vaux et de Douaumont. Les figurants français et allemands sont d'anciens combattants ainsi que quelques comédiens professionnels. Les recrues ont complété la figuration.
La première projection a eu lieu à Paris le 8 novembre 1928, à l'Opéra Garnier, pour célébrer les dix ans de l'Armistice.
Le film a été restauré par les soins de la Cinémathèque de Toulouse en 2006. La chaine de télévision France 3 l'a projeté le 26 octobre 2008 dans le cadre du Cinéma de minuit.
Une version sonorisée, Verdun, souvenirs d'histoire, a été réalisée en 1931, avec les mêmes interprètes..